# خسرو شایگان
خسرو شایگان (زاده ۹ شهریور ۱۳۱۷ در تهران – درگذشته ۲۰ اسفند ۱۳۸۵) از دوبلرهای مشهور ایران بود.

## زندگی‌نامه
خسرو شایگان در سال ۱۳۱۷ در تهران متولد شد. وی بازی در تئاتر را از سال ۱۳۳۴ تجربه کرد وی از سال ۱۳۳۶ هنگامی که کلاس ششم دبیرستان بود، وارد کار دوبله شد. وی در سال ۱۳۳۴ همکاری خود را با سازمان صدا و سیما آغاز کرد. وی از سال ۱۳۴۱ به جرگه مدیران دوبلاژ پیوسته بود. و در سال ۱۳۴۷ با فیلم «گناه مادر» به عرصه هنرپیشگی نیز پای گذاشت. در مجموعهٔ گروه ویژه و فوتبالیست‌ها سرپرست دوبلاژ بود. شایگان همچنین از ۱۳۵۸ تا ۱۳۷۲ ریاست انجمن گویندگان و سرپرستان گفتار فیلم را برعهده داشت. بعلاوه فعالیت‌های هنریش، تحصیلات خود را تا اخذ مدرک کارشناسی ادبیات فارسی ادامه داد.

## درگذشت
شایگان ۲ سال پایانی عمر خود را به خاطر سرطان روده در منزل به کار ترجمه اشتغال داشت و سرانجام در اثر همین بیماری ظهر یک‌شنبه ۲۰ اسفند ۱۳۸۵ درگذشت.

## گویندگی نقش‌ها
| در نقش       | بجای             | نام فیلم                             |
| ------------ | ---------------- | ------------------------------------ |
| ویکتور لازلو | پل هنرید         | کازابلانکا                           |
| هری برایتن   | آنتونی کوایلی    | لورنس عربستان                        |
| پل پرسکات    | لوئیس کالهرن     | بدنام                                |
| چارلی        | مایرون مک کورمیک | بیلیاردباز                           |
| ناپالونی     | جک اوکی          | دیکتاتور بزرگ                        |
| آدام تراسک   | ریموند مسی       | شرق بهشت                             |
|              | چارلز برانسون    | توپ‌های سان سباستین                   |
| تئودن        | برنارد هیل       | ارباب حلقه‌ها: دو برج و بازگشت پادشاه |

و همچنین گویندگی در آثاری چون:
| سال تولید | نام فیلم           | کارگردان     |
| --------- | ------------------ | ------------ |
|           | توپ‌های سان سباستین | آنری ورنوی   |
|           | تولد یک آواز       | هاوارد هاکس  |
|           | جنگل آسفالت        | جان هیوستن   |
|           | خبرنگار خارجی      | آلفرد هیچکاک |
|           | خرقه               | هنری کاستر   |
|           | روز بد در بلک راک  | جان استرجز   |